# 程端礼

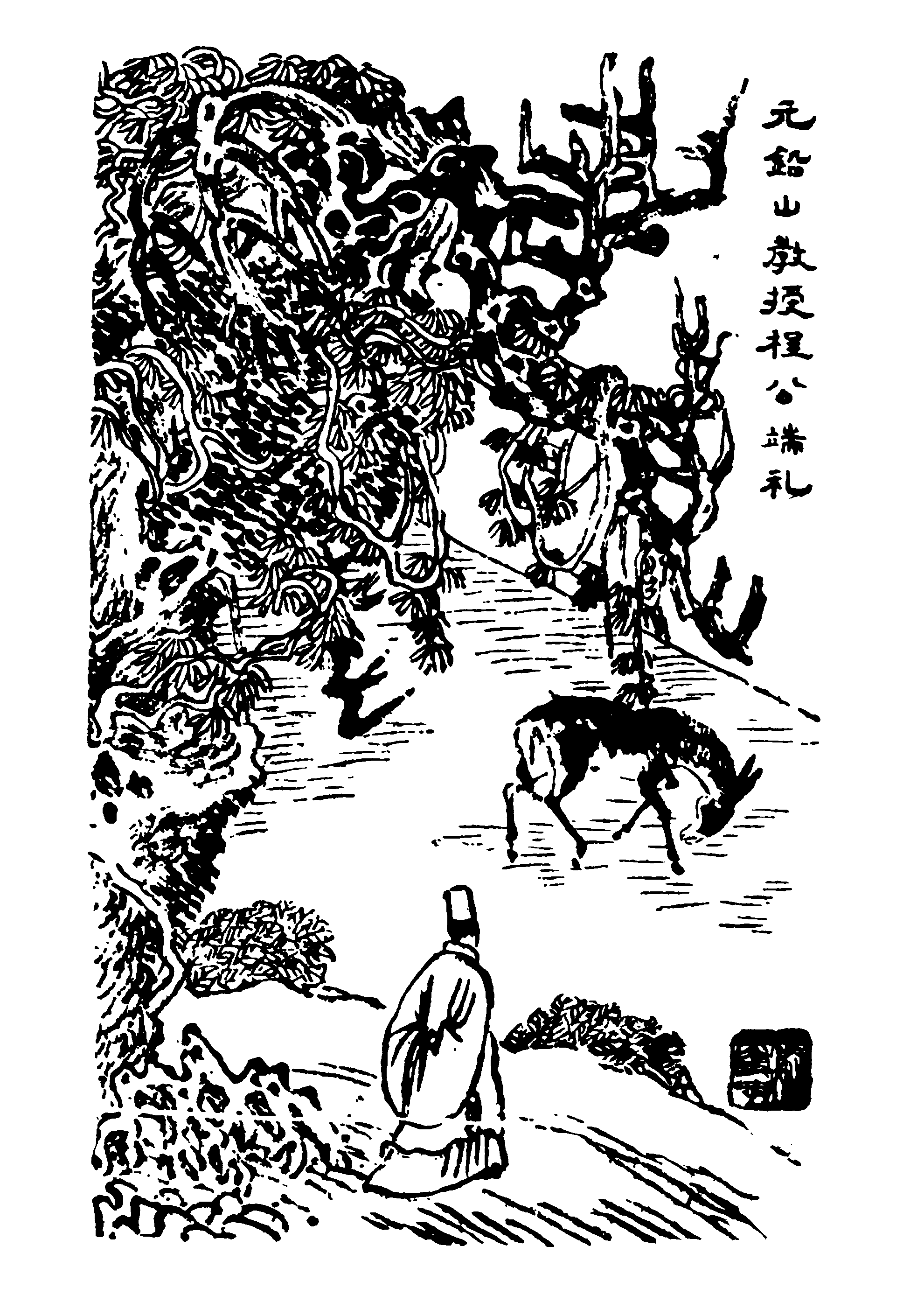
元鉛山教授程公端禮（清代畫家虞琴所繪，出自《四明人鑑》）

程端礼（1271年—1345年），中国元朝儒学家、诗人、教育家。字敬叔，又字敬礼，号畏斋，庆元府（今浙江鄞县）人。

## 生平
少年时就极有读书天分，15岁就能背诵《六经》，知晓分析其中的大义，并治朱子学。曾求学于史蒙卿。历任建平县、建德县两县儒学教谕。曾任稼轩书院、江东书院的山长。后任台州路、衢州路儒学教授、铅山州学儒学教谕。后以将仕郎、台州路儒学教授致仕。回乡后，郡太守王元恭聘请他为老师。

## 著述
生前学生众多。程氏著述行文明白、纯实，尊奉儒学正统。代表著作有：
- 《读书日程》，后世称《程氏家塾读书分年日程》
- 《春秋本义》
- 《畏斋集》

其中《读书日程》一书在后世影响尤大。详细记载阐述读经、读史等儒家学习程式。该书后世称为家塾、书院教学的范式。当时元朝国子监也颁此书于天下各地郡邑学校。明朝诸生也奉此书为研读准绳。清朝继续刊行，也是清朝流传极广的家塾、书院、儒学进修读本。